# Incontri internazionali di rugby a 15 di metà anno 1996
A metà anno è tradizione che le selezioni di "rugby a 15", europee in particolare, ma non solo, si rechino fuori dall'Europa o nell'emisfero sud per alcuni test. Si disputano però anche molti incontri tra nazionali dello stesso emisfero Sud.
Ad esse si aggiungono i tre i tornei che si disputano nello stesso periodo o subito dopo: 
- La prima edizione del Pacific Rim” , torneo tra le nazionali di Canada, Stati Uniti, Giappone, Hong Kong
- Il triangolare del sud pacifico. Che come tradizione vede di fronte Samoa, Figi, Tonga.
- La prima edizione del “Tri-Nations” torneo tra le nazionali di

Nuova Zelanda, Australia, Sudafrica.

## 18 maggio
Si disputa una sfida tra Irlanda e Barbarians. È la prima della storia. Il Match denominato "Match della Pace", è stato organizzato grazie alla proposta di Hugo MacNeill (cattolico della Repubblica d'Irlanda) e Trevor Ringland (protestante dell'Irlanda del Nord), entrambi membri della squadra che nel 1980 conquistò la "Triple Crown". Il ricavato andrà per una sottoscrizione a favore delle famiglie dei morti in un attentato terroristico
| Dublino 18 maggio 1996 | Irlanda XV  | 38 – 70 | Barbarians | Lansdowne Road (30.000 spett.)\| Arbitro: \| Derek Bevan \| |
| Arbitro:               | Derek Bevan |         |            |                                                             |

--

## 24-26 maggio
Mentre l'Italia scende in campo con due squadre ("A" ed "Emergenti" ) per completare il primo turno della Coppa FIRA 1995-1997, inizia il tour di Samoa in Nuova Zelanda, con una sconfitta.
| Bruxelles 24 maggio 1996 | Belgio | 10 – 38 | Italia Emergenti | Stadio Re Baldovino |

--
| Udine 25 maggio 1996 | Italia A | 107 – 19 | Polonia |  |

--
| Wellington 26 maggio 1996 | Wellington | 52 – 30 | Samoa XV | Athleitc Park |

--

## 27 maggio – 2 giugno
La Scozia sbarca in Nuova Zelanda, il Galles in Australia, mentre i Barabarians si recano in Giappone per un mini tour.
| Wanganui 28 maggio 1996 | Wanganui | – | Scozia XV |  |

--
| Pukekohe 29 maggio 1996 | Counties | 19 – 31 | Samoa XV |  |

--

 L'esordio gallese è positivo con una larga vittoria, peraltro contro una modesta formazione. Top scorer con 5 mete è Gareth Tomas
| Perth 30 maggio 1996 | Western Australia | 20 – 62                                | Galles XV |  |
| \| \| \| \| \| Schaumkel, Thomas \| mt \| G Thomas 5, Hill 2 James, Jones, Moore \| \| Schaumkel 2 \| tr \| Jenkins 6 \| \| Schaumkel 2 \| c.p. \| \| |                   |                                        |           |  |
| |                   |                                        |           |  |
| Schaumkel, Thomas | mt                | G Thomas 5, Hill 2 James, Jones, Moore |           |  |
| Schaumkel 2 | tr                | Jenkins 6                              |           |  |
| Schaumkel 2 | c.p.              |                                        |           |  |

--

Contro Northland, la Scozia patisce la pioggia e spreca molte occasioni malgrado il maggior possesso
| Whangarei 31 maggio 1996                                                                      | Northland | 15 – 10  | Scozia XV |  |
| \| \| \| \| \| \| mt \| Logan \| \| \| tr \| Shepherd \| \| Johnston 5 \| c.p. \| Shepherd \| |           |          |           |  |
|                                                                                               |           |          |           |  |
|                                                                                               | mt        | Logan    |           |  |
|                                                                                               | tr        | Shepherd |           |  |
| Johnston 5                                                                                    | c.p.      | Shepherd |           |  |

--
| New Plymouth 1º giugno 1996 | Taranaki | 18 – 26 | Samoa XV |  |

--
| Kyoto 2 giugno 1996 | Kansai President's XV | 76 – 66 | Barbarians |  |

--

 Il primo match aveva illuso, ma nel secondo, contro i più performanti "Briumbies", i "dragoni" subiscono un pesante rovescio
| Canberra 2 giugno 1996 | A.C.T. | 69 – 30 | Galles XV | Bruce Chatwin |

--

## 3-9 giugno
Proseguono il loro tour Samoa che affronta anche gli All Blacks Galles e Scozia, l'Argentina si reca in Uruguay. I Barbarians completano il mini tour
| Masterton 3 giugno 1996 | Waiparapa Bush | 18 – 23 | Samoa XV |  |

--
| Kobe 5 giugno 1996 | Kobe Steel | 63 – 43 | Barbarians |  |

--

 Ancora una sconfitta per il Galles, questa volta di sette punti contro New South Wales
| Sydney 5 giugno 1996 | New Sotuh Wales | 27 – 20       | Galles XV |  |
| \| \| \| \| \| Bond, Ekert \| mt \| Davies, Evans \| \| Wallace \| tr \| A Thomas 2 \| \| Wallace 5 \| c.p. \| A Thomas 2 \| |                 |               |           |  |
| |                 |               |           |  |
| Bond, Ekert | mt              | Davies, Evans |           |  |
| Wallace | tr              | A Thomas 2    |           |  |
| Wallace 5 | c.p.            | A Thomas 2    |           |  |

--

 Già al terzo match ci sono problemi di infortuni, mentre Waikato vince grazie ad una meta finale di Dion Muir
| Hamilton 5 giugno 1996 | Waikato | 39 – 35                          | Scozia XV |  |
| \| \| \| \| \| Cooper, Monkley, Muir Walters, Warlow \| mt \| Logan, Shepherd, Stark, Townsend \| \| Cooper 4 \| tr \| Shepherd 3 \| \| Cooper 2 \| c.p. \| Shepherd 3 \| |         |                                  |           |  |
| |         |                                  |           |  |
| Cooper, Monkley, Muir Walters, Warlow | mt      | Logan, Shepherd, Stark, Townsend |           |  |
| Cooper 4 | tr      | Shepherd 3                       |           |  |
| Cooper 2 | c.p.    | Shepherd 3                       |           |  |

--
| Montevideo 5 giugno 1996 | Uruguay Universitaria | 3 – 80 | Argentina XV | Old Boys |

--
| Arbitro: | William Henning |

|                                                                                                 |           |                                                 |
| mete: Brown, Cullen 3 McLeod, Marshall, Wilson trasf.: Mehrtens 5 c.p.: Mehrtens Drop: Mehrtens | Marcatori | mete: Telea trasf.: Fa'amasino c.p.: Fa'amasino |

--
| Invercargill 8 giugno 1996 | Southland | 21 – 31 | Scozia XV |  |

--
| Montevideo 8 giugno 1996 | Uruguay B | 12 – 27 | Argentina B | Carrasco Polo |

--
| Arbitro: | G Lopez |

|                                                       |           |                                                                            |
| mete: Cardoso, Vecino trasf.: Sciarra c.p.: Sciarra 3 | Marcatori | mete: Criscuolo, Pichot Soler 2, Sporleder trasf.: Cilley 3 c.p.: Cilley 2 |

--

Anche il primo test contro l'Australia segna un pesante rovescio per il Galles. Match in discesa per i Wallabies che al 54' conducono 42-6 e lasceranno ai Gallesi la possibilità di recuperare e salvare la faccia
| Arbitro: | Glenn Wahlstrom |

|                                                                                       |           |                                                                    |
| mete: Caputo, Howard Manu, Morgan Murdoch, Roff, Wilson trasf.: Burke 6 c.p.: Burke 3 | Marcatori | mete: Llewellyn, Proctor, Taylor trasf.: Jenkins 2 c.p.: Jenkins 2 |

--

## 10-16 giugno
Evento della settimana è il test fra Scozia e All Blacks mentre la Francia inizia il suo tour in Argentina
| Taupou 10 giugno 1996 | King Country | 20 – 27 | Samoa XV |  |

--
| Cordoba 10 giugno 1996 | Cordoba | 19 – 22 | Francia XV | Chateau Carreras |

--

Facile successo per gli scozzesi, ma doppio infortunio a Graham Shiel e Scott Hastings
| Blenhiem 11 giugno 1996 | South Isl. Div. XV | 21 – 63                                                              | Scozia XV |  |
| \| \| \| \| \| Connolly, McDowell \| mt \| Logan 2, Stanger 2 Walton 2, Armstrong Broughton, Chalmers, Shepherd \| \| Dempster \| tr \| Chalmers 5 \| \| Dempster 2 \| c.p. \| Chalmers \| \| MacDonald \| drop \| \| |                    |                                                                      |           |  |
| |                    |                                                                      |           |  |
| Connolly, McDowell | mt                 | Logan 2, Stanger 2 Walton 2, Armstrong Broughton, Chalmers, Shepherd |           |  |
| Dempster | tr                 | Chalmers 5                                                           |           |  |
| Dempster 2 | c.p.               | Chalmers                                                             |           |  |
| MacDonald | drop               |                                                                      |           |  |

—Quarta sconfitta consecutiva contro l'Australia B
| 12 giugno 1996 | Australia B | 51 – 41                                                | Galles XV |  |
| \| \| \| \| \| Herbert 3, Larkham 2, Brail Gavin, Hardy, Payne \| mt \| Gibbs, James, Andrew Moore Proctor, A Thomas, G Thomas \| \| Bowen 2, Payne \| tr \| A Thomas 4 \| \| \| c.p. \| A Thomas \| |             |                                                        |           |  |
| |             |                                                        |           |  |
| Herbert 3, Larkham 2, Brail Gavin, Hardy, Payne | mt          | Gibbs, James, Andrew Moore Proctor, A Thomas, G Thomas |           |  |
| Bowen 2, Payne | tr          | A Thomas 4                                             |           |  |
| | c.p.        | A Thomas                                               |           |  |

--
| Auckland 14 giugno 1996 | New Zealand Māori | 28 – 15 | Samoa | Eden Park |

--

 Con la selezione della "campagna" di Sydney, è un match facile per i "dragoni", ma segnato dall'infortunio a Steve Williams.
| Moree 15 giugno 1996 | NSW Country | 3 – 49                                                 | Galles XV |  |
| \| \| \| \| \| \| mt \| Cormack 2, N Davies, J Davies, Evans, Hill, S Williams \| \| \| tr \| Jenkins 4 \| \| Lavelle \| c.p. \| Jenkins 2 \| |             |                                                        |           |  |
| |             |                                                        |           |  |
| | mt          | Cormack 2, N Davies, J Davies, Evans, Hill, S Williams |           |  |
| | tr          | Jenkins 4                                              |           |  |
| Lavelle | c.p.        | Jenkins 2                                              |           |  |

--

 Mai gli scozzesi avevano segnato 31 punti e tre mete agli All Blacks, ma neppure ne avevano mai incassati 62. Eroe del match Christian Cullen autore di tre mete per gli All Blacks
| Arbitro: | Wayne Erickson |

|                                                                                                |           |                                                                                  |
| mete: Z.Brooke, C.Cullen 4 ID Jones, Lomu Marshall, Mehrtens trasf.: Mehrtens 7 c.p.: Mehrtens | Marcatori | mete: Joiner Peters, Townsend trasf.: Shepherd 2 c.p.: Shepherd 3 Drop: Shepherd |

--
| Buenos Aires 15 giugno 1996 | Buenos Aires | 26 – 29 | Francia XV | C.A.S.I. |

## 17-23 giugno
Tre i test match: con pesanti sconfitte per Galles ed All Blacks, mentre la Francia vince a Buenos Aires. Terminare
| 17 giugno 1996 | Northland | 18 – 49 | Figi XV |  |

--

Senza forzare, in vista del secondo test, gli Scozzesi superano Bay of Plenty di misura
| Rotorua 18 giugno 1996 | Bay of Plenty | 31 – 35 | Scozia XV |  |

--
| Tucuman 18 giugno 1996 | Tucumàn | 10 – 20 | Francia XV | Club Atletico |

—Anche con Victoria un facile successo per i gallesi
| Melbourne 18 giugno 1996 | Victoria | 9 – 42                                   | Galles XV |  |
| \| \| \| \| \| \| mt \| Cormack 3, Gibbs A Moore, Proctor, Voyle \| \| \| tr \| A Thomas 2 \| \| Hendry 3 \| c.p. \| A Thomas \| |          |                                          |           |  |
| |          |                                          |           |  |
| | mt       | Cormack 3, Gibbs A Moore, Proctor, Voyle |           |  |
| | tr       | A Thomas 2                               |           |  |
| Hendry 3 | c.p.     | A Thomas                                 |           |  |

--
| 19 giugno 1996 | Poverty Bay | 6 – 49 | Figi XV |  |

--

Il secondo test con l'Australia è ancora più disastroso del primo:
| Sydney 22 giugno 1996 | Australia | 42 – 3        | Galles | Ballymore Oval |
| \| \| \| \| \| mete: Burke, Finegan Foley, Horan Morgan, Roff trasf.: Burke 2, Eales c.p.: Burke 2 \| Marcatori \| c.p.: Jenkins \| |           |               |        |                |
| |           |               |        |                |
| mete: Burke, Finegan Foley, Horan Morgan, Roff trasf.: Burke 2, Eales c.p.: Burke 2                                                 | Marcatori | c.p.: Jenkins |        |                |

--

 Senza storia anche il secondo test tra Nuova Zelanda e Scozia
| Arbitro: | Wayne Erickson |

|                                                                        |           |                                         |
| mete: Zinzan Brooke, Jones Kronfeld 2, meta tecnica trasf.: Mehrtens 4 | Marcatori | mete: Peters, Shepherd trasf.: Shepherd |

--
| Arbitro: | G.Simmonds |

|                                                                   |           |                                                                                   |
| mete: Garcia 2, Legora meta tecnica trasf.: Cilley 2 c.p.: Cilley | Marcatori | mete: Castaignede, Dourthe Ntamack 2, Saint-Andre trasf.: Dourthe 3 c.p.: Dourthe |

--
| 23 giugno 1996 | Waikato | 25 – 33 | Figi XV |  |

--

## 24-30 giugno
| San Juan 25 giugno 1996 | San Juan | 0 – 51 | Francia XV | San Juan Rugby Club |

--
| Arbitro: | Andrè Watson |

|                                                                                         |           |             |
| mete: Burke 3, Campese Herbert, Horan, Payne Tune, Wilson 2 trasf. Burke 9 c.p. Burke 2 | Marcatori | c.p. Ross 3 |

--
| Arbitro: | C. Thomas |

|                              |           |                                                                                              |
| mete: trasf.: c.p.: Cilley 5 | Marcatori | mete: Benetton, Ntamack Pelous, Saint-Andre trasf.: Castaignede c.p.: Castaignede 3, Dourthe |

--

## 1° - 7 luglio
Fiji conclude il suo tour con due incontri in Sudafrica, mentre procede il Pacific Rim.
Con il match tra Nuova Zelanda, inizia il Tri nations 1996
| Arbitro: | Johan Meuwesen |

|                                                       |      |                    |
| Andrews, Joubert Mulder, van Schalkwyk 1 meta tecnica | mt   | Rauluni, Veitayaki |
| Honiball 2, Joubert                                   | tr   | Nicky Little       |
| Honiball 2, Joubert                                   | c.p. | Nicky Little 2     |

--
| 5 luglio 1996 | North Transvaal | 37 – 44 | Figi XV |  |

--
--

Il Tri Nations è un torneo annuale internazionale di Rugby a XV, che si tiene interamente nell'emisfero australe, in quanto vede come protagoniste le nazionali di Australia, Nuova Zelanda e Sudafrica.
È l'equivalente del Sei nazioni europeo per quel che riguarda tre delle più forti nazionali di rugby del mondo, e nacque nel 1996 all'indomani dell'apertura del Rugby Union al professionismo e sulla spinta delle TV commerciali.
Il Successo arrise per il primo anno alla Nuova Zelanda con 4 successi su 4.
| Arbitro: | E. Morrison |

|                                                   |      |              |
| Z.Brooke, C.Cullen M.Jones, Lomu Marshall, Wilson | mt   |              |
| Andrew Mehrtens 2                                 | tr   |              |
| Andrew Mehrtens 3                                 | c.p. | Matt Burke 2 |

## 8-14 luglio
Si chiude il Pacific Rim e si apre il Triangolare del Pacifico, mentre l'Australia supera il Sudafrica
| Arbitro: | T. Spreadbury |

|                     |      |                                 |
| Tim Horan, Joe Roff | mt   | Pieter Hendriks                 |
| Matt Burke          | tr   | Henry Honiball                  |
| Matt Burke 3        | c.p. | Henry Honiball 2, Andre Joubert |

--
| Vancouver 13 luglio 1996 | Canada    | 51 – 30                                                                 | Giappone | Thunderbird Stadium (3.000 spett.) |
| \| \| \| \| \| mete: Graf, Gray Hutchinson, Ross Snow, Stanley trasf.: Ross 3 c.p.: Ross 5 \| Marcatori \| mete: Bickle, Matsuda Ozeki, Yatsuhashi trasf.: Murata 2 c.p.: Murata 2 \| |           |                                                                         |          |                                    |
| |           |                                                                         |          |                                    |
| mete: Graf, Gray Hutchinson, Ross Snow, Stanley trasf.: Ross 3 c.p.: Ross 5 | Marcatori | mete: Bickle, Matsuda Ozeki, Yatsuhashi trasf.: Murata 2 c.p.: Murata 2 |          |                                    |

--
| Arbitro: | Steve Walsh |

|                     |      |                              |
| Leaupepe 2, Telea 2 | mt   | Anitoni, Palenapa, Taumalolo |
| Tanoa'i 2           | tr   |                              |
| Tanoa'i 2           | c.p. |                              |

--

## 20 luglio
Due match per il due triangolari dell'emisdfero sud
| Arbitro: | M. Megson |

|                   |      |                 |
|                   | mt   | Andre Joubert   |
| Andrew Mehrtens 5 | c.p. | Joël Stransky 2 |

--
| Arbitro: | Paddy O'Brien |

|                                                                      |      |  |
| Bari 2, Black, Katalau Naituivau, Tawake Tuilevu Kurimudu, Uluinayau | mt   |  |
| Nicky Little 4                                                       | tr   |  |
| Nicky Little 4                                                       | c.p. |  |

--

## 27 luglio
Si chiude il triangolare del pacifico e prosegue il Tri-nations
| Arbitro: | J. Fleming |

|                           |      |                              |
| Matt Burke, George Gregan | mt   | Frank Bunce, Justin Marshall |
|                           | tr   | Andrew Mehrtens 2            |
| Matt Burke                | c.p. | Andrew Mehrtens 6            |

--
| Arbitro: | Colin Hawke |

|                                        |      |                        |
| Mafi, Manu, Palenapa Tatafu, Taumalolo | mt   | Bari, Tuilevu Kurimudu |
| Gustavo Tonga 2                        | tr   | Nicky Little           |
| Gustavo Tonga                          | c.p. | Nicky Little 2         |

--

## 3 agosto
| Arbitro: | B. Sterling |

|                 |      |                          |
| Joël Stransky   | mt   | Ben Tune                 |
| Joël Stransky   | tr   | John Eales               |
| Joël Stransky 6 | c.p. | John Eales 3, Matt Burke |

--

## 6-10 agosto
Si chiude il Trinations, con il primo test tra Sudafrica e Nuova Zelanda, che ha iniziato il suo tour, che prevederà, tra l'altro altri 3 test
| Worcester 6 agosto 1996 | Boland Invitation XV | 21 – 32 | Nuova Zelanda XV | Esselen Park |

--
| Arbitro: | D. McHugh |

|                           |      |                          |
| Os du Randt, Japie Mulder | mt   | Glen Osborne, Craig Dowd |
| Joël Stransky             | tr   | Andrew Mehrtens 2        |
| Joël Stransky 2           | c.p. | Andrew Mehrtens 5        |

## 17 agosto
Prosegue il tour in Sudafrica della Nuova Zelanda, mentre la Scozia supera i Barbarians in un breve tour nelle isole britanniche
| Port Elizabeth 13 agosto 1996 | Eastern Province | 23 – 31 | Nuova Zelanda XV | Boet Erasmus Stadium |

--
| Arbitro: | Patrick Thomas |

|                     |      |                                             |
| Danie van Schalkwyk | mt   | Zinzan Brooke, Christian Cullen Jeff Wilson |
| Joël Stransky       | tr   | Simon Culhane                               |
| Joël Stransky 4     | c.p. | Simon Culhane 2                             |

--
| Edimburgo 17 agosto 1996 | Scozia XV | 45 – 48 | Barbarians | (Murrayfield) |

--

## 16-27 agosto
Mentre la Nuova Zelanda chiude il suo tour, i Barbarians affrontano il Galles
| Potchefstroom 20 agosto 1996 | Western Transvaal | 0 – 31 | Nuova Zelanda XV | Olen Park |

--
| Arbitro: | Didier Mene |

|                                                       |      |                              |
| Ruben Kruger, Hannes Strydom Joost van der Westhuizen | mt   | Zinzan Brooke, Jeff Wilson 2 |
| Joël Stransky                                         | tr   | Simon Culhane 3              |
| Joël Stransky 3                                       | c.p. | Simon Culhane, Jon Preston 2 |
|                                                       | drop | Zinzan Brooke                |

--
| Cardiff 24 agosto 1996 | Galles | 31 – 10 | Barbarians | National Stadium |

--
| Kimberley 27 agosto 1996 | Griqualand West | 18 – 18 | Nuova Zelanda XV | Hoffe Park |

--

## 31 agosto
Quarto ed ultimo test tra All Blacks e Springboks
| Arbitro: | Derek Bevan |

|                                           |      |                                                 |
| Andre Joubert, Joost van der Westhuizen 2 | mt   | Sean Fitzpatrick, Walter Little Justin Marshall |
| Henry Honiball                            | tr   | Andrew Mehrtens 2                               |
| Henry Honiball 2, Andre Joubert 3         | c.p. | Andrew Mehrtens                                 |